# TequilaCat Book Reader
TequilaCat Book Reader — программа, предназначенная для чтения электронных книг на мобильных телефонах с поддержкой Java.
Программа состоит из двух модулей: основное приложение (шелл) запускается на компьютере с операционной системой Windows и преобразует текстовый файл в Java-приложение. Это Java-приложение устанавливается в мобильный телефон. Для телефонов с доступом к файловой системе возможно также однократное создание Java-приложения, которое затем сможет открывать файлы книг из памяти телефона.
Распространяется бесплатно.
На 2010 год поддерживаются 9 языков.

## История
Программа была создана в начале 2000-х индивидуальным разработчиком Алексеем Вдовиченко. С самого начала была бесплатной.
Первой стабильной версией стала 1.1.1. Начальные версии представляли собой устанавливаемое непосредственно на телефон Java-приложение, без программы, запускаемой на компьютере. Файлы книг требовалось вручную добавить в jar-файл при помощи программы-архиватора.
Начиная с версии 1.5.3 комплектуется шеллом — программой, запускаемой под Windows и генерирующей Java-приложение автоматически. С этим связано используемое автором в дальнейшем двойное наименование версий. Первый номер относится к версии шелла, а второй — к версии Java-приложения.

## Описание
Шелл TequilaCat Book Reader’а запускается без установки на компьютере с операционной системой Windows. Также он может быть запущен под другими операционными системами с установленной средой запуска Windows-приложений Wine. В окне программы можно указать исходный файл книги, модель мобильного телефона и ряд других настроек, после чего в указанную папку будет помещено Java-приложение, которое затем необходимо отправить с компьютера на мобильный телефон при помощи соединительного кабеля или другим способом.
Java-приложение, содержащее один или несколько файлов книг, запускается на телефоне, поддерживающем Java. Оно позволяет открывать книги на той позиции, где они были закрыты прошлый раз, осуществлять плавную, построчную и постраничную прокрутку с заданной скоростью, создавать закладки. Для некоторых моделей телефонов есть управление подсветкой экрана. В связи с особенностями реализации Java в мобильных телефонах разных производителей и моделей, те или иные функции приложения могут работать не вполне корректно.
Шелл поддерживает формат txt, в том числе в ZIP и RAR-архивах. При помощи дополнительных плагинов реализована поддержка форматов rtf, doc, pdf, fb2, html, hlp, wpd, xls, ppt, tcr, pdb/prc, lit, а также ARJ и HA-архивов. Java-приложение способно открывать файлы txt и fb2 из памяти телефона, если в телефоне предусмотрена такая возможность. Для этой цели можно также создать «пустое» приложение, без включённой в него книги.

## Распространение
Программа распространяется бесплатно, разрешается её дальнейшее бесплатное распространение в неизменном виде. Многие электронные библиотеки и сервисы, предлагающие электронные книги для мобильных телефонов, создают их с помощью этой программы.